# El Ídolo, Guerrero
El Ídolo är en ort i Mexiko.   Den ligger i kommunen Coyuca de Catalán och delstaten Guerrero, i den södra delen av landet, 270 km sydväst om huvudstaden Mexico City. El Ídolo ligger 1 172 meter över havet och antalet invånare är 107.
Terrängen runt El Ídolo är varierad. El Ídolo ligger nere i en dal. Runt El Ídolo är det glesbefolkat, med 8 invånare per kvadratkilometer. Närmaste större samhälle är Vallecitos de Zaragoza, 19,1 km söder om El Ídolo. I omgivningarna runt El Ídolo växer huvudsakligen savannskog.